# イタリア風序曲
イタリア風序曲（イタリアふうじょきょく）またはイタリア式序曲（イタリアしきじょきょく）は、17世紀後半から18世紀初頭にかけて、いくつかの歌劇やオラトリオなどの大規模な楽曲の開始に利用された管弦楽曲ならびにその音楽形式を指す用語。典型的な例では、小規模な3つの楽章を連続して演奏するように構成されており、各楽章は、（多少の変化はあるものの）順に急-緩-急の速度設定を採ることが多く、速度設定などとの違いから、同時代のフランス風序曲と峻別される。
イタリア風序曲は、とりわけアレッサンドロ・スカルラッティらのイタリア人作曲家に人気があり、18世紀初頭には「シンフォニア」と呼ばれるのが常であった。その後はシンフォニアと交響曲との混同を避けるために、しばしば「イタリア風序曲」と呼ばれるようになった。しかしながらイタリア風序曲の楽曲構造は、18世紀中葉における古典派の交響曲形式の発展の基礎を生した。